# Billy Zane

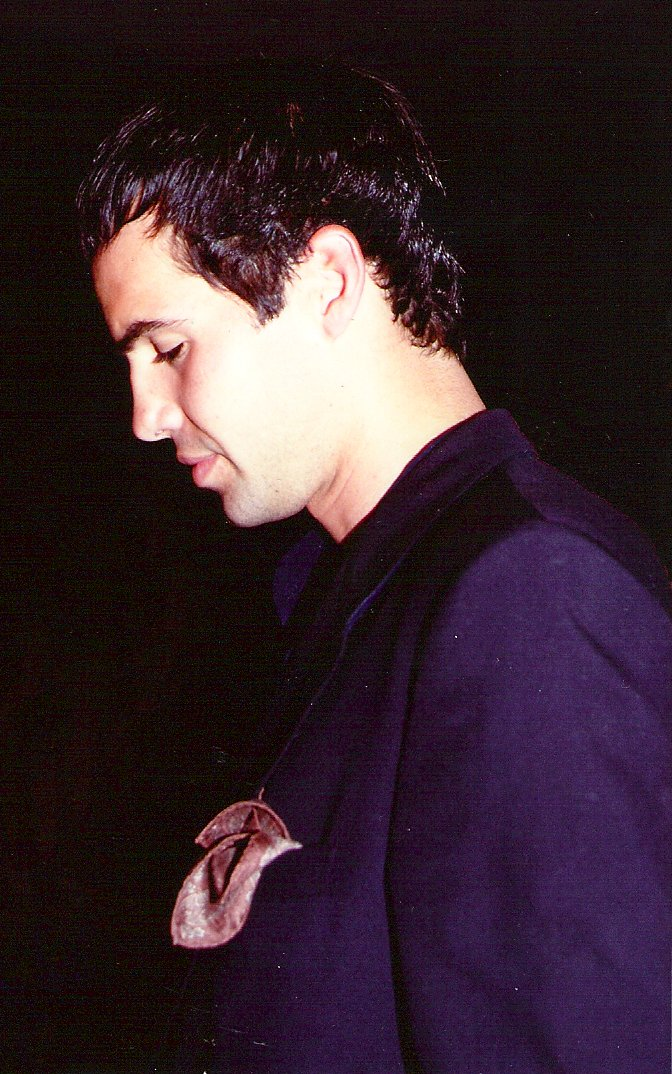
Zane en la década de 1990.

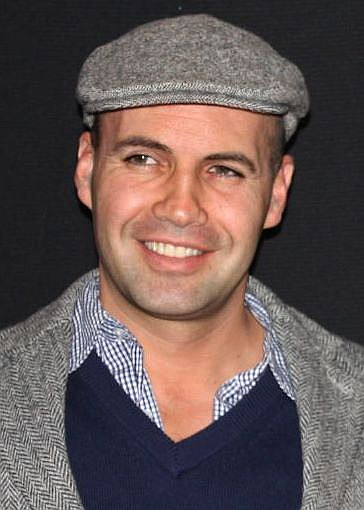
Billy Zane en 2008.

William George Zane Jr. (Chicago, 24 de febrero de 1966), conocido como Billy Zane, es un actor y director estadounidense conocido principalmente por sus papeles en Titanic (1997) como Caledon «Cal» Hockley, como el personaje homónimo en The Phantom (1996) y, sobre todo, por su papel como Hughie Warriner, un perturbado psicópata asesino en el suspense Dead Calm (1988), junto a Sam Neill y Nicole Kidman. A partir de 2007, Zane ha aparecido en más de cincuenta películas y numerosas series de televisión.

## Biografía
Fueron sus padres Thalia y William George Zane, actores y fundadores de una escuela de técnicas médicas. El apellido original de la familia, Zanetakos, fue cambiado a Zane por sus abuelos. Su madre es griega y su padre estadounidense. Fue criado en la fe ortodoxa griega. Tiene una hermana mayor, Lisa Zane, quien también es actriz.
En su adolescencia asistió al Harand Camp of the Theater Arts, ubicado en Elkhart Lake, Wisconsin, lo que despertó su interés por la actuación.
Estudió y se graduó en el Francis W. Parker School, en Chicago. Después estudió un año en Suiza, en The American School In Switzerland (TASIS).

### Vida personal
Billy Zane se casó con la actriz Lisa Collins en 1989, divorciándose de ella en 1995. También estuvo un tiempo con la actriz chilena Leonor Varela, su coestrella en la película de televisión de 1999, Cleopatra, en la que interpretó a Marco Antonio. En 2006, Zane se comprometió con la actriz y modelo británica Kelly Brook a quien conoció en el plató de Survival Island, pero finalmente no contrajeron matrimonio. El 20 de febrero de 2011, Zane y su pareja, la modelo Candice Neil, tuvieron una hija llamada Ava Katherine. En 2014 nació una segunda hija, Gia.
Entre sus aficiones están la equitación, la pintura, la natación, la fotografía, escuchar discos, caminar por la naturaleza, montar en bicicleta y coleccionar coches.
En 1999, Zane participó en el primer rally Gumball 3000, conduciendo un Aston Martin DB5 de 1964. Apareció en el vídeo musical Epiphany, de Staind, y en el vídeo Dope Show de su amigo Marilyn Manson. 
Zane fue el productor ejecutivo de un CD realizado por Tim O’Connor. El disco incluye tres canciones de Dead Calm, donde Zane tuvo uno de sus primeros papeles principales.

## Filmografía

### Cine
| Año  | Título                                      | Personaje                          | Notas                          |
| ---- | ------------------------------------------- | ---------------------------------- | ------------------------------ |
| 1985 | Back to the Future                          | "Match"                            |                                |
| 1986 | Critters                                    | Steve Elliot                       |                                |
| 1989 | Going Overboard                             | Rey Neptuno                        |                                |
| 1989 | Dead Calm                                   | Hughie Warriner                    |                                |
| 1989 | Back to the Future Part II                  | "Match"                            |                                |
| 1990 | Megaville                                   | Raymond Palinov / Jensen           |                                |
| 1990 | Memphis Belle                               | Teniente Val Kozlowski             |                                |
| 1991 | Femme Fatale                                | Elijah                             |                                |
| 1991 | Perseguido por todos                        | Joey Turks                         |                                |
| 1991 | Miliardi                                    | Maurizio Ferretti                  |                                |
| 1992 | Orlando                                     | Shelmerdine                        |                                |
| 1993 | Sniper                                      | Agente de NSC Richard Miller       |                                |
| 1993 | Posse                                       | Coronel Graham                     |                                |
| 1993 | Poetic Justice                              | Brad                               |                                |
| 1993 | Tombstone                                   | Sr. Fabian                         |                                |
| 1993 | Betrayal of the Dove                        | Jesse Peter                        |                                |
| 1994 | Reflections on a Crime                      | Colin                              |                                |
| 1994 | The Silence of the Hams                     | Jo Dee Fostar                      |                                |
| 1994 | Flashfire                                   | Jack Flinder                       |                                |
| 1994 | Solo tú                                     | Harry                              |                                |
| 1995 | The Set-Up                                  | Charles Thorpe                     |                                |
| 1995 | Tales from the Crypt Presents: Demon Knight | El colector                        |                                |
| 1996 | The Phantom                                 | Kit Walker / El fantasma           |                                |
| 1996 | Head Above Water                            | Kent                               |                                |
| 1996 | Danger Zone                                 | Rick Morgan                        | Coproductor                    |
| 1997 | This World, Then the Fireworks              | Marty                              |                                |
| 1997 | Titanic                                     | Caledon N. "Ca" Hockley            |                                |
| 1998 | I Woke Up Early the Day I Died              | Ladrón                             | Productor ejecutivo            |
| 1998 | Susan's Plan                                | Sam Myers                          |                                |
| 1998 | Pocahontas 2: viaje a un nuevo mundo        | John Rolfe                         | Voz. Directo a DVD             |
| 1999 | Promise Her Anything                        | George Putter                      |                                |
| 1999 | Cleopatra                                   | Marco Antonio                      |                                |
| 2001 | Zoolander                                   | Él mismo                           | No acreditado. Cameo           |
| 2001 | The Believer                                | Curtis Zampf                       |                                |
| 2001 | CQ                                          | Sr. E                              |                                |
| 2001 | Morgan's Ferry                              | Sam                                |                                |
| 2002 | Claim                                       | Roberto Bealing                    |                                |
| 2002 | Landspeed                                   | Michael Sanger                     |                                |
| 2003 | Silent Warnings                             | Sheriff Bill Willingham            | Directo a DVD                  |
| 2003 | Vlad                                        | Adrian                             |                                |
| 2003 | The Kiss                                    | Alan Roberts / Philip Naudet joven | Directo a DVD                  |
| 2003 | Starving Hysterical Naked                   | Jack                               |                                |
| 2003 | Imaginary Grace                             | Nero                               |                                |
| 2004 | Silver City                                 | Chandler Tyson                     |                                |
| 2004 | Big Kiss                                    | Billy                              | Director y productor ejecutivo |
| 2005 | Dead Fish                                   | Virgil                             |                                |
| 2005 | The Pleasure Drivers                        | Marvin                             |                                |
| 2005 | BloodRayne                                  | Elrich                             |                                |
| 2006 | The Last Drop                               | Robert Oates                       | Directo a DVD                  |
| 2006 | Survival Island                             | Jack                               | Llamada también: Three         |
| 2006 | Kurtlar Vadisi Irak                         | Sam William Marshall               |                                |
| 2006 | Memory                                      | Taylor Briggs                      |                                |
| 2007 | The Mad                                     | Jason Hunt                         |                                |
| 2007 | Fishtales                                   | Profesor Thomas Bradley            | Coproductor                    |
| 2007 | Alien Agent                                 | Tom / Saylon                       |                                |
| 2008 | Perfect Hideout                             | Victor                             |                                |
| 2008 | The Man Who Came Back                       | Ezra                               |                                |
| 2008 | Love n' Dancing                             | Kent Krandel                       |                                |
| 2009 | Surviving Evil                              | Sebastian "Seb" Beazley            |                                |
| 2009 | Blue Seduction                              | Mikey Taylor                       |                                |
| 2009 | Evil – In the Time of Heroes                | El profeta                         |                                |
| 2009 | Darfur                                      | Bob Jones                          |                                |
| 2009 | The Hessen Affair                           | Jack Durant                        |                                |
| 2010 | Magic Man                                   | Darius                             |                                |
| 2010 | The Confidant                               | "Monty"                            |                                |
| 2010 | Enemies Among Us                            | Graham                             |                                |
| 2011 | The Roommate                                | Profesor Roberts                   |                                |
| 2011 | Boop                                        | Max Fleischer                      | Corto                          |
| 2011 | Sniper: Reloaded                            | Agente de NSC Richard Miller       | Directo a DVD                  |
| 2011 | Mercenaries                                 | Coronel Torida                     |                                |
| 2011 | Flutter                                     | Edwin                              |                                |
| 2011 | Mysteria                                    | El productor                       |                                |
| 2011 | Lovemakers                                  | Agente de Jake                     |                                |
| 2011 | Guido                                       | Sid Shine                          |                                |
| 2012 | El rey escorpión 3                          | Rey Talus                          |                                |
| 2012 | Electrick Children                          | Paul McKnight                      |                                |
| 2012 | Mama, I Want to Sing!                       | Dillan                             |                                |
| 2012 | A Green Story                               | Greg Hutchins                      |                                |
| 2012 | Two Jacks                                   | Max Faraday                        |                                |
| 2012 | Border Run                                  | Aaron Talbert                      |                                |
| 2012 | Dark Star Hollow                            | El diablo                          |                                |
| 2013 | The Employer                                | Alan                               |                                |
| 2013 | The Kill Hole                               | Marshall                           |                                |
| 2013 | Blood of Redemption                         | Quinn Forte                        | Directo a DVD                  |
| 2013 | Come Find Me                                | Tío                                | Corto                          |
| 2014 | Scorned                                     | Kevin                              |                                |
| 2014 | The Ganzfield Haunting                      | Padre                              |                                |
| 2014 | HUVr                                        | Él mismo                           | Corto                          |
| 2014 | Ghost of Goodnight Lane                     | Alan                               |                                |
| 2014 | Mining for Ruby                             | Profesor Sam Goodwell              |                                |
| 2015 | Zombie Killers: Elephant's Graveyard        | Seiler                             |                                |
| 2015 | Billy Zayn Thinks Zayn Tweets Are About Him | Él mismo                           | Corto                          |
| 2015 | West of Redemption                          | Hank Keller                        |                                |
| 2015 | Trouble Sleeping                            | Charles                            |                                |
| 2016 | A Winter Rose                               | Preston Holdsworth                 |                                |
| 2016 | Zoolander 2                                 | Él mismo                           |                                |
| 2016 | Swing State                                 | Gobernador Richard Sollow          |                                |
| 2016 | Dead Rising: Endgame                        | Leo Rand                           |                                |
| 2016 | Blue World Order                            | Master Crane                       |                                |
| 2016 | White Island                                | Leo                                |                                |
| 2016 | Sniper: Ghost Shooter                       | Agente de NSC Richard Miller       | Directo a DVD                  |
| 2016 | The Adventure Club                          | Langley                            |                                |
| 2017 | Sniper: Ultimate Kill                       | Agente de NSC Richard Miller       | Directo a DVD                  |
| 2018 | Samson                                      | King Balek                         |                                |
| 2018 | Holmes and Watson                           | Él mismo                           | Cameo                          |
| 2019 | Cliffs of Freedom                           | Christo                            |                                |
| 2019 | The Great War                               | Coronel Jack Morrison              |                                |
| 2020 | Ghosts of War                               | Doctor Engel                       |                                |
| 2020 | Final Kill                                  | Carl Riser                         |                                |
| 2020 | Guest House                                 | Douglas Masters                    |                                |
| 2020 | Battle of the Bulge: Winter War             |                                    | Directo a DVD                  |
| 2021 | The Believer                                | Doctor Benedict                    |                                |
| TBA  | Hellblazers                                 |                                    | Posproducción                  |

### Televisión
| Año       | Título                                 | Personaje                          | Notas                                            |
| --------- | -------------------------------------- | ---------------------------------- | ------------------------------------------------ |
| 1986      | La hermandad de la justicia            | Les                                | Película de televisión                           |
| 1986      | Heart of the City                      | Tobin                              | Episodio: «Don't Sell Yourself to the Cannibals» |
| 1987      | Matlock                                | Eric Dawson                        | Episodio: «The Nurse»                            |
| 1987      | Conspiracy: The Trial of the Chicago 8 | Oficial de policía                 | Película de televisión                           |
| 1988      | Crime Story                            | Frankie «el Duque» Farantino       | Episodio: «Protected Witness»                    |
| 1988      | Murder, She Wrote                      | Tony Gambini                       | Episodio: «A Very Good Year for Murder»          |
| 1988      | Police Story: Monster Manor            | Oficial Don Varney                 | Película de televisión                           |
| 1989      | The Case of the Hillside Stranglers    | Kenneth Bianchi                    | Película de televisión                           |
| 1991      | Twin Peaks                             | John Justice Wheeler               | 5 episodios                                      |
| 1993      | Lake Consequence                       | Billy                              | Película de televisión                           |
| 1993      | Running Delilah                        | Paul                               | Película de televisión                           |
| 1993      | Tales from the Crypt                   | Miles                              | Episodio: «Well-Cooked Ham»                      |
| 1998      | The New Batman Adventures              | Jason Blood / Etrigan, el demonio  | Actor de voz. Episodio: «The Demon Within»       |
| 1999      | Cleopatra                              | Marco Antonio                      | 2 episodios                                      |
| 2000      | Sole Survivor                          | Joe Carpenter                      | Película de televisión                           |
| 2000      | Hendrix                                | Michael Jeffrey                    | Película de televisión                           |
| 2001      | The Diamond of Jeru                    | Mike Kardec                        | Película de televisión                           |
| 2001      | Invincible                             | Os                                 | Película de televisión                           |
| 2001      | Boston Public                          | Matthew Baskin                     | 4 episodios                                      |
| 2004      | Bet Your Life                          | Joseph                             | Película de televisión                           |
| 2005      | Charmed                                | Drake                              | 3 episodios                                      |
| 2008      | Finnegan                               | Brian Clark                        | Película de televisión                           |
| 2009      | Blue Seduction                         | Mikey Taylor                       | Película de televisión                           |
| 2009      | Samantha Who?                          | Winston Funk                       | 5 episodios                                      |
| 2010      | Journey to Promethea                   | Rey Laypach                        | Película de televisión                           |
| 2010      | The Deep End                           | Cliff Huddle                       | 6 episodios                                      |
| 2012      | Red Clover                             | Sheriff Connor O'Hara              | Película de televisión                           |
| 2012      | Hannah's Law                           | Lockwood                           | Película de televisión                           |
| 2012      | Robot Chicken                          | Comandante Edwards / Rey Ding Dong | Actor de voz. Episodio: «Poisoned by Relatives»  |
| 2012      | Barabbas                               | Barabbas                           | Película de televisión                           |
| 2014      | Checked Out                            | Tío Dennis                         | Episodio piloto                                  |
| 2014      | Psych                                  | Ian Collins                        | Episodio: «The Break-Up»                         |
| 2015      | The Wheel of Time: The Winter Dragon   | Elan Morin Tedronai / Ishamael     | Película de televisión                           |
| 2015      | Community                              | Honda Boss                         | Episodio: «Advanced Safety Features»             |
| 2015–2016 | Mad Dogs                               | Milo                               | 2 episodios                                      |
| 2016      | Guilt                                  | Stanley "Stan" Guthrie             | 10 episodios                                     |
| 2017      | DC's Legends of Tomorrow               | P. T. Barnum                       | Episodio: «Freakshow»                            |
| 2018      | Deception                              | "Switch"                           | 2 episodios                                      |
| 2019      | Curfew                                 | Joker Jones                        | 8 episodios                                      |
| 2019      | The Boys                               | Él mismo                           | 2 episodios                                      |

### Videojuegos
| Año  | Título                            | Personaje                 |
| ---- | --------------------------------- | ------------------------- |
| 2001 | SSX Tricky                        | Brodi                     |
| 2002 | Kingdom Hearts                    | Ansem, Seeker of Darkness |
| 2004 | Kingdom Hearts: Chain of Memories | Ansem, Seeker of Darkness |

### Vídeos musicales
| Año  | Título                         | Artista        | Personaje                              |
| ---- | ------------------------------ | -------------- | -------------------------------------- |
| 1985 | Do It For Love & Magic of Love | Sheena Easton  |                                        |
| 1998 | The Dope Show                  | Marilyn Manson | Ejecutivo de la industria de grabación |
| 2001 | Epiphany                       | Staind         |                                        |
| 2013 | Rock n Roll                    | Avril Lavigne  | Protagonista / Antagonista / BearShark |

### Como coproductor
- Fishtales (2007)

## Premios y nominaciones
| Año  | Otorga                                 | Categoría                          | Película      | Resultado |
| ---- | -------------------------------------- | ---------------------------------- | ------------- | --------- |
| 1989 | Chicago Film Critics Association Award | Actor más prometedor               | Dead Calm     | Nominado  |
| 1990 | Chicago Film Critics Association Award | Actor más prometedor               | Memphis Belle | Nominado  |
| 1997 | Blockbuster Entertainment Award        | Actor de Drama de soporte favorito | Titanic       | Ganó      |
| 1997 | Screen Actors Guild Award              | Destacado desempeño por un reparto | Titanic       | Nominado  |
| 1997 | MTV Movie Award                        | Mejor villano                      | Titanic       | Nominado  |